# Iwan Kołokołkin
Iwan Tierientjewicz Kołokołkin (ros. Иван Терентьевич Колоколкин, ur. 1905, zm. 1969 w Moskwie) – radziecki polityk.

## Życiorys
W 1928 został członkiem WKP(b), 1943-1945 kierował jednym z sektorów Wydziału Organizacyjno-Instruktorskiego KC WKP(b), od 9 lipca 1945 do września 1948 był I sekretarzem Maryjskiego Komitetu Obwodowego WKP(b). Od 1951 do 1953 był zastępcą przewodniczącego Komitetu ds. Instytucji Kulturalno-Oświatowych przy Radzie Ministrów RFSRR, 1953-1956 szefem Głównego Zarządu ds. Instytucji Kulturalno-Oświatowych Ministerstwa Kultury RFSRR, 1956-1957 wiceministrem kultury RFSRR, a 1957-1959 szefem Głównego Zarządu Handlu Książkami Ministerstwa Kultury RFSRR. W 1959 był zarządcą Rosyjskiego Zjednoczenia Handlu Książkami "Roskniga", 1959-1962 ponownie był szefem Głównego Zarządu Handlu Książkami Ministerstwa Kultury RFSRR, następnie przeszedł na emeryturę.